# Alectrurus
Alectrurus – rodzaj ptaków z podrodziny wodopławików (Fluvicolinae) w rodzinie tyrankowatych (Tyrannidae).

## Zasięg występowania
Rodzaj obejmuje gatunki występujące w Ameryce Południowej.

## Morfologia
Długość ciała 12–30 cm.

## Systematyka

### Etymologia
- Alectrurus (Alectura, Alectorurus, Alectrura): gr. αλεκτρυων alektruon, αλεκτρυονος alektruonos „kogucik, młody kogut”; ουρα oura „ogon”[8].
- Psalidura: gr. ψαλις psalis, ψαλιδος psalidos „nożyce”; ουρα oura „ogon”[9]. Gatunek typowy: Muscicapa risora Vieillot, 1824.

### Podział systematyczny
Do rodzaju należą następujące gatunki:
- Alectrurus tricolor (Vieillot, 1816) – figlarz szczotkosterny
- Alectrurus risora (Vieillot, 1824) – figlarz flagosterny